# That's the Kind of Love I'm In
That's the Kind of Love I'm In è il primo singolo del cantautore Jace Everett, estratto dal suo omonimo album di debutto Jace Everett e pubblicato negli Stati Uniti d'America nel giugno 2005.
Il brano si è classificato al n. 52 nella classifica delle canzoni country statunitensi.
Del singolo è stato realizzato anche un videoclip.